# Horst Böttger (Schachkomponist)

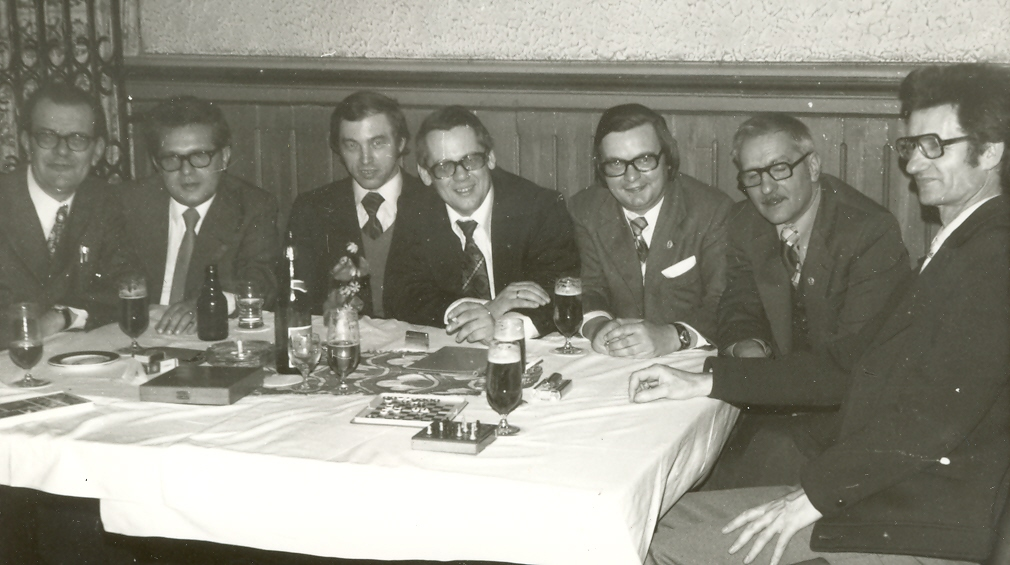
Karl Pohlheim, Horst Böttger, Günter Schiller, Manfred Zucker, Karl-Heinz Siehndel, Helmut Klug und Fritz Hoffmann (von links nach rechts) 1976 in Weißenfels

Horst Böttger (* 23. Mai 1937 in Zwönitz) ist ein deutscher Schachkomponist.

## Schachkomposition
Nach eigenen Aussagen stieß Böttger mit über 30 Jahren relativ spät zur Schachkomposition, zunächst als Löser in der Freien Presse und in Schach. Später erschienen dort seine ersten Kompositionen.
Der Zehnzüger von Stefan Schneider, Deutsche Schachzeitung, 1956, 1. Preis, begeisterte ihn und weckte das Interesse am Komponieren von Schachaufgaben. Über 800 Zwei-, Drei- und Mehrzüger, sowie Selbstmatt- und Hilfsmattaufgaben publizierte er bislang. 320 erhielten Auszeichnungen.
Schwerpunkt seines Schaffens war lange Zeit der Mehrzüger, in den letzten Jahrzehnten das Hilfsmatt.
Zehn Jahre arbeitete Böttger in der Kommission für Probleme und Studien des Deutschen Schachverbandes mit.
1977 wurde Böttger zum nationalen Schiedsrichter für Schachkompositionen ernannt. Seit 1988 ist er Internationaler Preisrichter für Schachkomposition.
|   | a | b | c | d | e | f | g | h |   |
| 8 |   |   |   |   |   |   |   |   | 8 |
| 7 |   |   |   |   |   |   |   |   | 7 |
| 6 |   |   |   |   |   |   |   |   | 6 |
| 5 |   |   |   |   |   |   |   |   | 5 |
| 4 |   |   |   |   |   |   |   |   | 4 |
| 3 |   |   |   |   |   |   |   |   | 3 |
| 2 |   |   |   |   |   |   |   |   | 2 |
| 1 |   |   |   |   |   |   |   |   | 1 |
|   | a | b | c | d | e | f | g | h |   |

Lösung:

1. Sf8? Txf8 2. Tb5 cxb5? 3. Df3 Sd5 4. Dxf8#

2. … axb5!

1. Sf6? Txf6 2. Tb5 axb5? 3. Da1 Sa4 4. Dxf6#

2. … cxb5!

1. Tb5! droht 2. Tb8#

1. … cxb5 2. Sf8 Txf8 3. Df3 Sd5 4. Dxf8#

1. … axb5 2. Sf6 Txf6 3. Da1 Sa4 4. Dxf6# 

Sein Credo hat Hörst Böttger am Ende seiner Biografie im Buch Sachsendreier formuliert:
„In das Wesen des Schachspielers wird jedoch nur derjenige eindringen und Erkenntnisse gewinnen, der es liebgewonnen hat, wie man ja überhaupt in eine Sache des geistigen und praktischen Lebens wesenhaft nur einzudringen vermag, wenn man sie mit Hingabe und Liebe betreibt.“

## Leben
Nach dem Abschluss seines Chemie-Studiums an der Martin-Luther-Universität in Halle (Saale) war Böttger über 15 Jahre in den Buna-Werken tätig. Nach seiner Rückkehr in seine Heimatstadt arbeitete er weitere 17 Jahre im Forschungslabor des Pressspan- und Spezialpappenwerkes Zwönitz.
Das Schachspiel erlernte er im Alter von acht Jahren von seinem Vater. Er spielte in den DDR-Liga-Mannschaften von Halle, Merseburg und Schkopau, später noch einige Jahre in Zwönitz und im Schachverein ESV Nickelhütte Aue.
Horst Böttger ist verheiratet. Er hat einen Sohn und eine Tochter.
Bedingt durch eine Augenkrankheit (Makuladegeneration) ist Horst Böttger in letzter Zeit bei der Komposition von Schachaufgaben stark eingeschränkt.